# Буљане
Буљане је насеље у Србији у општини Параћин у Поморавском округу. Према попису из 2022. било је 1108 становника.
Овде се налазе Запис Јовановића орах (Буљане), Запис орах код дома (Буљане) и Запис Милисављевића храст (Буљане).

## Демографија
У насељу Буљане живи 1236 пунолетних становника, а просечна старост становништва износи 42,9 година (41,0 код мушкараца и 44,5 код жена). У насељу има 419 домаћинстава, а просечан број чланова по домаћинству је 3,69.
Ово насеље је великим делом насељено Србима (према попису из 2002. године), а у последња три пописа, примећен је пад у броју становника.
|  |

| Демографија | Демографија | Демографија |
| Година      | Становника  | Становника  |
| ----------- | ----------- | ----------- |
| 1948.       | 1.969       |             |
| 1953.       | 2.080       |             |
| 1961.       | 2.178       |             |
| 1971.       | 1.977       |             |
| 1981.       | 1.885       |             |
| 1991.       | 1.735       | 1.674       |
| 2002.       | 1.545       | 1.640       |

| Етнички састав према попису из 2002.‍ | Етнички састав према попису из 2002.‍ | Етнички састав према попису из 2002.‍ | Етнички састав према попису из 2002.‍ | Етнички састав према попису из 2002.‍ |
| ------------------------------------ | ------------------------------------ | ------------------------------------ | ------------------------------------ | ------------------------------------ |
|                                      |                                      |                                      |                                      |                                      |
| Срби                                 | Срби                                 |                                      | 1.530                                | 99,02%                               |
| Црногорци                            | Црногорци                            |                                      | 4                                    | 0,25%                                |
| Македонци                            | Македонци                            |                                      | 3                                    | 0,19%                                |
| Хрвати                               | Хрвати                               |                                      | 2                                    | 0,12%                                |
| Румуни                               | Румуни                               |                                      | 1                                    | 0,06%                                |
| непознато                            | непознато                            |                                      | 5                                    | 0,32%                                |

| Година пописа     | 1948. | 1953. | 1961. | 1971. | 1981. | 1991. | 2002. |
| ----------------- | ----- | ----- | ----- | ----- | ----- | ----- | ----- |
| Број домаћинстава | 402   | 394   | 441   | 455   | 461   | 435   | 419   |

| Број чланова      | 1  | 2  | 3  | 4  | 5  | 6  | 7  | 8 | 9 | 10 и више | Просек |
| ----------------- | -- | -- | -- | -- | -- | -- | -- | - | - | --------- | ------ |
| Број домаћинстава | 64 | 99 | 41 | 54 | 70 | 57 | 24 | 8 | 0 | 2         | 3,69   |

| Пол    | Укупно | Неожењен/Неудата | Ожењен/Удата | Удовац/Удовица | Разведен/Разведена | Непознато |
| ------ | ------ | ---------------- | ------------ | -------------- | ------------------ | --------- |
| Мушки  | 609    | 126              | 420          | 42             | 20                 | 1         |
| Женски | 672    | 71               | 425          | 152            | 23                 | 1         |
| УКУПНО | 1.281  | 197              | 845          | 194            | 43                 | 2         |

| Пол    | Укупно                    | Пољопривреда, лов и шумарство | Рибарство                            | Вађење руде и камена | Прерађивачка индустрија       |
| ------ | ------------------------- | ----------------------------- | ------------------------------------ | -------------------- | ----------------------------- |
| Мушки  | 347                       | 20                            | 0                                    | 1                    | 259                           |
| Женски | 116                       | 11                            | 0                                    | 0                    | 75                            |
| УКУПНО | 463                       | 31                            | 0                                    | 1                    | 334                           |
| Пол    | Производња и снабдевање   | Грађевинарство                | Трговина                             | Хотели и ресторани   | Саобраћај, складиштење и везе |
| Мушки  | 3                         | 8                             | 19                                   | 3                    | 18                            |
| Женски | 0                         | 2                             | 11                                   | 0                    | 1                             |
| УКУПНО | 3                         | 10                            | 30                                   | 3                    | 19                            |
| Пол    | Финансијско посредовање   | Некретнине                    | Државна управа и одбрана             | Образовање           | Здравствени и социјални рад   |
| Мушки  | 0                         | 3                             | 4                                    | 2                    | 1                             |
| Женски | 0                         | 0                             | 0                                    | 9                    | 6                             |
| УКУПНО | 0                         | 3                             | 4                                    | 11                   | 7                             |
| Пол    | Остале услужне активности | Приватна домаћинства          | Екстериторијалне организације и тела | Непознато            | Непознато                     |
| Мушки  | 0                         | 0                             | 0                                    | 6                    | 6                             |
| Женски | 0                         | 0                             | 0                                    | 1                    | 1                             |
| УКУПНО | 0                         | 0                             | 0                                    | 7                    | 7                             |